# Aguilcourt
Aguilcourt es una comuna francesa situada en el departamento de Aisne, en la región de Hauts-de-France.

## Geografía
Aguilcourt está ubicada en el valle del río Aisne, a 30 km al sureste de Laon y a 15 km al norte de Reims.

## Demografía
| 224 | 242 | 228 | 252 | 328 | 359 | 339 | 398 | 381 |
| Para los censos de 1962 a 1999 la población legal corresponde a la población sin duplicidades (Fuente: INSEE [Consultar]) |     |     |     |     |     |     |     |     |